# 龍姓
龍姓在百家姓中排列第256。

## 來源
龍姓的初源，歷史亦有記載，可追溯的源頭有下列數項：
1. 出自黃帝臣子「龍行」。據《姓氏錄源》及《竹書紀年》所載，黃帝臣有龍行，黃帝居有熊（今河南新鄭）。是為新鄭龍氏。
2. 出自御龍氏之後《姓氏考略》所載，龍姓出自御龍氏，望出武陵、天水。如夏朝御龍氏劉累（堯之後，因有馴化龍的本領，被夏帝孔甲賜為御龍氏）的後裔中，就有以龍為氏的。劉累的故城在今河南偃師縣南，是為河南龍氏。
3. 出自豢龍氏。據《通志氏族略》及《名賢氏族言行類稿》所載，相傳董父，已姓，以畜養龍而被舜賜姓豢龍氏。其後有以龍為氏的，是為湖北龍氏，項羽四大名將之一就叫龍且（jū）。
4. 舜帝時的諫官，賜姓龍。
5. 粵地姓氏，相傳悅城龍母拾珠產子，冠以龍姓。
6. 據《華陽國志》所載，西漢時的牂牁大姓中有龍氏。牂牁郡，治今貴州省凱裏縣西北。
7. 東漢時西域強國焉耆及且彌的國王姓龍。唐朝时焉耆国王姓龙，名突骑支，常役于西突厥。俗有鱼鳖之利。贞观十八年，郭孝恪平之，由是臣属唐朝。
8. 滇地姓氏，苗及彝人多以龍為其姓。
9. 古代有勾龍氏，後人改姓龍。如宋代有勾龍爽、勾龍如淵等。
10. 湖南、贵州、重庆、湖北等地芈姓苗族在改土归流后造册编户改姓龙。

## 地名
- 龙家沟村，中华人民共和国湖北省襄阳市谷城县石花镇下辖的村

## 延伸阅读
[在维基数据编辑]
 《百家姓》
 《欽定古今圖書集成·明倫彙編·氏族典·龍姓部》，出自陈梦雷《古今圖書集成》